# Чивон Кларк
Чивон Кларк (англ. Cheavan Clarke; 14 грудня 1990, Монтего-Бей) — британський професійний боксер ямайського походження, призер чемпіонатів Європи серед аматорів.

## Аматорська кар'єра
Чивон Кларк починав свої виступи в боксі за збірну Ямайки. На Іграх Співдружності 2014 у ваговій категорії до 81 кг він програв у першому бою. Після цього змінив громадянство і почав виступати за збірні Англії / Великої Британії.
На чемпіонаті Європи 2017, здобувши чотири перемоги і програвши у фіналі Євгену Тищенко (Росія), завоював срібну медаль у ваговій категорії до 91 кг.
На чемпіонаті світу 2017 програв у першому бою Ерісланді Савону (Куба).
На Іграх Співдружності 2018 завоював бронзову медаль, програвши у півфіналі Девіду Н'їка (Нова Зеландія).
На Європейських іграх 2019 завоював бронзову медаль, програвши у півфіналі Владиславу Смяглікову (Білорусь).
На чемпіонаті світу 2019, здобувши дві перемоги, програв у чвертьфіналі Мусліму Гаджімагомедову (Росія).
На Олімпійських іграх 2020 програв у першому бою Абнеру Тейшейра (Бразилія).

## Професіональна кар'єра
Після Олімпійських ігор 2020 Чивон Кларк перейшов до професійного боксу. Впродовж 2022—2024 років провів 10 переможних боїв. 25 травня 2024 року в дев'ятому поєдинку завоював регіональний титул чемпіона Великої Британії за версією BBBofC.